# Pistolet à lapins
 (septembre 2019).
Un pistolet à lapins est un pistolet à un coup. Cette arme peut être mortelle. En Suisse, la détention d'un pistolet à lapins est soumise à déclaration.